# 迈森县 (1996年—2008年)
迈森县（Landkreis Meißen）是德国萨克森州曾经的一个县，隶属于德累斯顿行政区，首府迈森。2008年8月1日，迈森县与里萨-格罗森海恩县合并为新的迈森县。